# Жалкамыс
Жалкамыс (каз. Жалқамыс) — село в Талгарском районе Алматинской области Казахстана. Входит в состав Кайнарского сельского округа. Код КАТО — 196247400.

## Население
В 1999 году население села составляло 1002 человека (524 мужчины и 478 женщин). По данным переписи 2009 года в селе проживал 1381 человек (681 мужчина и 700 женщин).